# Pancarana
Pancarana (lombardul: Pancaräna) település Olaszországban, Lombardia régióban, Pavia megyében. Lakosainak száma 303 fő (2023. január 1.). Pancarana Castelletto di Branduzzo, Mezzana Rabattone, Voghera, Pizzale, Zinasco, Bastida Pancarana és Cervesina községekkel határos.

## Népesség
A település lakossága az elmúlt években az alábbi módon változott:
| Lakosok száma | 316  | 318  | 303  |
|               | 2017 | 2018 | 2023 |